# Cloniophorus sulcatulus
Cloniophorus sulcatulus là một loài bọ cánh cứng trong họ Cerambycidae.